# Egbert I. (Bentheim)
Egbert I. von Bentheim, auch als Egbert II. von Bentheim bekannt (* 18. März 1253; † 1311) war Herrscher in der Grafschaft Bentheim.

## Leben
Egbert von Bentheim wurde als Sohn des Grafen Otto von Bentheim und Heilwig von Tecklenburg (Eltern: Graf Otto II. von Tecklenburg und Heilwig von Tecklenburg) geboren. Seine Geschwister waren Otto, Gertrudis, Äbtissin in Nottuln, und die Halbschwester Jutta, die mit seinem Schwager Christian von Oldenburg verheiratet war.
1279 folgte er seinem Vater als Regent in Bentheim, während sein Bruder Otto die Grafschaft Tecklenburg – 1262 durch Erbfolge den Eltern zugefallen – erhielt. Egbert ließ den Ort Schüttorf errichten und schenkte ihm im Jahre 1295 die Stadtrechte. Er verkaufte seine Vogteirechte in Wietmarschen und schenkte sie dem dortigen Kloster. In den Quellen erscheint er als Förderer der Städte und Klöster. Er konnte sich voll mit der Verwaltung seiner Grafschaft und der Förderung des Ackerbaus beschäftigen, weil die Zeit seiner Regentschaft relativ ruhig war.
Egbert heiratete im Jahre 1277 Heilwig von Oldenburg (1252–1295), Tochter des Grafen Johann I. von Oldenburg und der Richza von Hoya (Tochter des Grafen Heinrich von Hoya).
Aus dieser Ehe sind hervorgegangen:
- Johann II., der als Nachfolger seines Vaters im Jahre 1305 die Regentschaft in Bentheim übernahm.
- Ekbert, († 1335) Domherr zu Münster
- Otto, († 1320) Domherr zu Münster
- Heinrich, Pfarrer zu Bakel
- Christian, Domherr in Bremen
- Hedwig, Priorin im Stift Vreden
- Lisa, Äbtissin von Freckenhorst (1324–1328)
- Oda, Äbtissin im Stift Metelen
- Balduin, Domherr zu Osnabrück
- Jutta, Nonne im Stift Vreden
- Odilia, verheiratet mit Arnold III. Graf von Almelo